# マニトバ湖
座標: 北緯51度00分 西経98度50分 / 北緯51.000度 西経98.833度
マニトバ湖（マニトバこ、Lake Manitoba）はカナダ中南部に位置する湖。カナダで13番目に大きい湖であり、マニトバ州ウィニペグの北西約75kmの位置にある。南北に細長い形状の湖であり南北約20km、面積は4,624km2に達する。
北側にあるウィニペゴシス湖からウォーターヘン湖、ウォーターヘン川を経由して水が流入する。他の流入河川にはホワイトマッド川がある。マニトバ湖からは北東部からフェアフォード川が流れ出し、セントマーチン湖、ドーファン川を経由してウィニペグ湖へ注いでいる。これらの湖群は周辺の湖沼群も含めて、かつて存在した氷河湖であるアガシー湖の名残である。ウィニペグ湖からはネルソン川となり最終的にハドソン湾へと至る。
南端部のデルタ湿地はフエコチドリなどの水鳥のライフサイクルにおいて重要な地点であり、1982年にラムサール条約登録地となった。
未確認動物であるマニポゴが棲息しているといわれている。